# توپولف تو-۱۶
توپولف تو-۱۶ (به روسی: Туполев Ту-۱۶ و نام ناتو: Badger) یک جت بمب‌افکن راهبردی دو موتوره ساخت اتحاد جماهیر شوروی سوسیالیستی می‌باشد. این هواپیما بیش از ۶۰ سال است که پرواز می‌کند و نیروی هوایی چین هنوز هم از هواپیمای شیان اچ-۶ (بی-۶) که مدل چینی تو-۱۶ می‌باشد، استفاده می‌کند. نامی که نیروی هوایی ایالات متحده برای این هواپیما گذاشته تایپ ۳۹ است. بیش از «۱۵۰۴» فروند توپولف ۱۶ ساخته شده‌است.

## توسعه

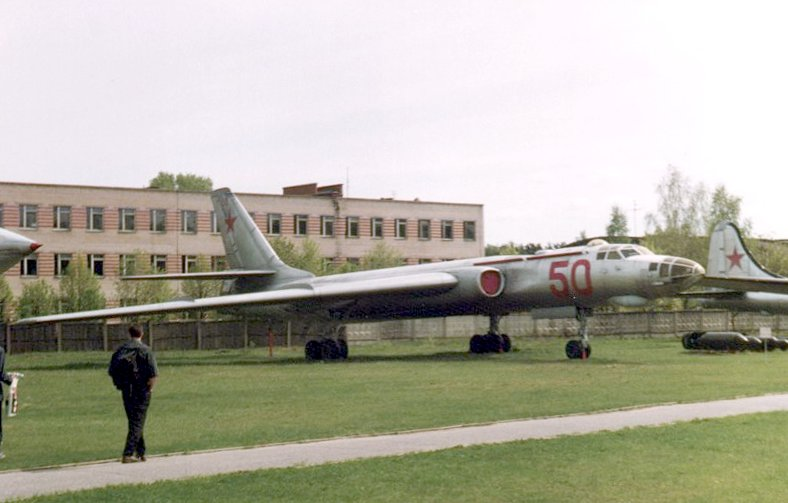
توپولف-۱۶ در موزهٔ مونینو

در اَواخر دهه ۱۹۴۰، شوروی به دنبال یک بمب‌افکن جت می‌گشت. نتیجه این تلاش، بمب‌افکن‌های دو موتوره توپولف تو-۱۴ و ایلیوشین-۲۸ بود؛ ولی هر دو بمب‌افکن که در جایگاه بمب‌افکن سبک تاکتیکی یا اژدرافکن به‌کار رفتند، برد کمی داشتند. با وجود این ساخت بمب‌افکن توپولف ۱۴ که بسیار هم به طرح ایلیوشین ۲۸ شبیه بود تجارب بسیار به توپولف آموخت. توپولف ۱۴ تنها توان حمل دو تن سلاح را داشت و برد آن به ۳۵۰۰ کیلومتر می‌رسید ولی نیاز به برد بیشتر بود. بمب‌افکن با موتور جت که بتواند خاک اروپا را تحت پوشش داشته باشد و توان حمل سلاح‌های سنگین اتمی را داشته باشد
در سال ۱۹۵۰ نیاز به بمب‌افکن جدید اعلام شد و از دو کمپانی ایلیوشین و توپولف خواسته شد تا طرح‌های خود را ارائه دهنده. قرار بود این بمب‌افکن بتواند ۵ تن سلاح را تا برد ۸۰۰۰ کیلومتری حمل کند. کمپانی ایلیوشین طرحی بر اساس ایلیوشین ۲۸ را البته با بال پس‌گرا ارائه کرد که ایلیوشن ۴۶ نام گرفت. توپولف تو-۱۴ نیز یک طرح جدید با بالی پس‌گرا دو موتوره که هر کدام از موتورها در یک طرف بدنه، زیر بال به بدنه وصل شده بودند.
طرح جدید توپولف که به آن نام توپولف ۱۶ داده شد در ۲۷ آوریل سال ۱۹۵۲ اولین پرواز خود را انجام داد ولی به سرعت نشان داد که نمی‌تواند به برد مورد نظر دست پیدا کند؛ ولی همچنان این طرح بِسیار فوق‌العاده بود زیرا به زیبایی پرواز می‌داد و دارای سقف پروازی مناسب و توان حمل سلاح مناسب بود. دومین پیش‌نمونه یک سال بعد پرواز کرد و در نهایت در آوریل ۱۹۵۴ مجوز ورود به خدمت گرفت.
توپولف ۱۶ که ناتو به آن لقب «بجر» داد و نخستین نمونه تولیدی بود دارای بدنه فلزی عمدتاً از آلومینیوم بود. نسخه اولیه در زیر محل اتصال بال به بدنه مجهز به یک موتور ای ام-۳ با توان ۱۴۸۸۰ پاوند است ولی بعد از تولید چند فروند مجهز به موتور ای ام-۳ ای با توان ۲۰۹۵۰ پاوند شد.
سطح بیرونی بال ۳۵ درچه پس‌گرایی داشت و دارای فلاپ‌های بزرگ یک‌تکه بود و از سامانه ضدیخ با جریان هوایی داغ در درون بال‌ها عمل می‌کرد ولی سامانه ضدیخ دوم، الکترونیکی بود.
دارای سه ارابه فرود است که ارابه فرود جلوی که زیر دماغه جمع می‌شد دو چرخ بود و دو ارابه فرود عقبی چهار چرخ است و در زیر بال جمع می‌شود. دارای چهار مخزن سوخت داخلی بود که یکی در هر بال و یکی در جلو دهلیز جنگ‌افزاری و یکی در قسمت عقب آن که در مجموع ۴۵۰۰۰ لیتر سوخت داخلی حمل می‌کرد
دارای دهلیز جنگ‌افزاری داخلی یک تکه بود که میان دو مخزن سوخت بزرگ در درون بدنه قرار داشت. می‌توانست تا یک بمب ۹ تنی یا یک بمب ۵ تنی یا ۳ بمب ۳ تنی یا ۶ بمب ۱٫۵ تنی ویا ۳۶ بمب ۲۵۰ کیلوگرمی یا ۱۲ بمب ۵۰۰ کیلوگرمی ویا ۶۰ بمب ۱۰۰ کیلوگرمی را حمل کند و در اواخر دهه ۱۹۶۰ با ارتقاء در دهلیز این میزان به ۲۵ بمب ۲۵۰ کیلوگرمی و ۱۸ بمب ۵۰۰ کیلوگرمی رسید. در نهایت بیشترین میزان حمل سلاح در باجر ۹ تن است.
بیشترین سرعت قابل دستراسی ۹۹۰ کیلومتر بر ساعت است و بیشترین برد ان ۶۰۰۰ کیلومتر بدون سلاح و ۲۵۰۰ کیلومتر با ۹ تن سلاح بود. البته نسخه‌های اولیه ۱۸۰۰ کیلومتر با ۹ تن سلاح برد داشتند
بمب افکن دارای سه برجک توپ دو لول ۲۳ م م است که یکی در بالای بدنه، یکی در زیر بدنه و یکی در انتهای بدنه است. دو برجک بالا و پایین بدنه دارای توپچی انسانی بودند ولی توپ ۲۳ م م عقب توسط را رادار هدایت با برد ۳ کیلومتر هدایت می‌شد.
هواپیما دارای هشدار دهنده راداری اس پی او-۲ بود و دارای سامانه جنگ الکترونیک اس پی اس -۱ بود ولی از سال ۱۹۶۴ به بعد مجهز به اس پی اس -۵ شد
هواپیما دارای شش خدمه بود که شامل دو خلبان، ناوبر و بمب انداز (هر دو یک نفر هستند)، کاربر رادار و جنگ الکترونیک (هر دو یک نفر هستند) و دو توپچی. در دماغه شیشه ای توپلوف ۱۶ ای فردی قرار داشت که بمب انداز و ناوبر بود و در مدلهای که در دماغه رادار داشت وی پشت سر رادار قرار داشت. خلبان و کمک خلبان در قسمت بالا قرار داشتند که روی صندلی پرتاب شونده رو به بالا قرار داشتند، اپراتور رادار و جنگ الکترونیک در پشت سر این دو قرار داشت و سه توپچی از طریق دریچه ای به میانه بدنه و عقب بدنه را داشتند و به توپ‌های دستراسی داشتند. خلبان و کمک خلبان دارای صندلی پرتاب شونده رو به بالا داشتند و افسر رادار و افسر بمب انداز دارای صندلی پرتاب شونده رو به پایین بودند و توپچی‌ها نیز دریچه برای فرار داشتند.

## نسخه‌ها

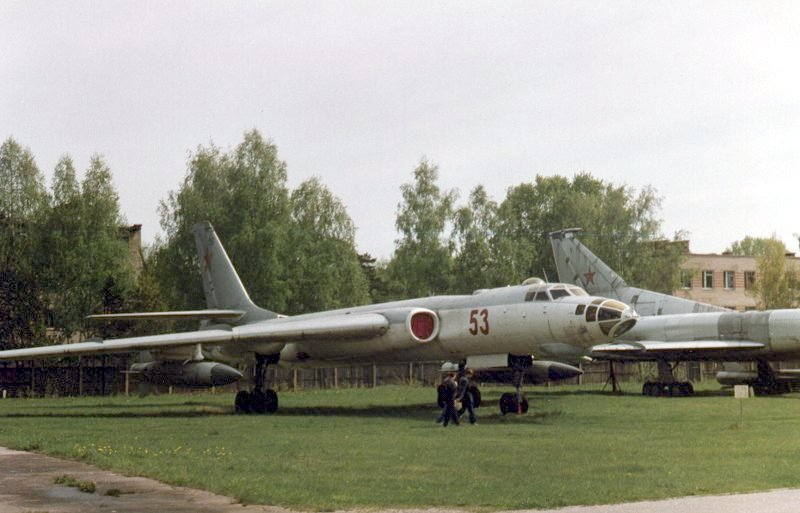
توپولف تو-۱۶کی در موزه نیروی هوایی مونینو ۱۹۹۸

در مجموع ۲۹۴ فروند توپولف ۱۶ باجر ای تولید شد که برخی در خدمت مجهز به دو جایگاه در زیر هر بال برای حمل بمب ۲٫۲ تنی یو بی -۲ اف یا بمب ۵ تنی یو بی -۵ شدند که هر دو دارای هدایت رادیویی در خط دید کاربر بودند. هر دوی بمب‌ها در پشت خود دارای روشنایی منور شکلی بودند که بعد از پرتاب به صورت چشمی توسط بمبانداز به طرف هدف هدایت می‌شد. پرتاب این بمب‌ها بدین صورت به این معنی بود که باید هواپیما در یک خط مستقیم برای هدایت بهتر با هدف در یک خط مستقیم قرار می‌گرفت که به معنی آسیب‌پذیری بیشتر در برابر پدافند بود. هر دو بمب، مجموعاً یک دهه در خدمت بودند.
نسخه‌ای دیگر با نام توپولف ۱۶ ای باجر ای نیز ساخته شد که مشابه مدل قبلی بود ولی برای حمل و پرتاب بمب اتمی توسعه یافته بود اگرچه توان حملات متعارف نیز داشت و بین سال‌های ۱۹۵۴ تا ۱۹۵۸ در مجموع ۳۹۴ فروند از این مدل توسعه یافت.
نسخه بعدی توپلوف ۱۶ کا اس باجر بی بود که بر اساس توپولف ۱۶ ای ساخته شده بود ولی برای پرتاب موشک کروز ضد کشتی. این نسخه در زیر دماغه
مدل نیروی دریایی توپولفظ ۱۶ کا -۱۰ بود که بین سال‌های ۱۹۵۸ تا ۱۹۶۳ ساخته شد. این نمونه در دماغه دارای رادار بود و توان پرتاب موشک ای اس ۲ را داشت که دارای برد ۱۱۰ کیلومتر در نسخه نخست بود ولی بعدها تعدادی به نسخه کا-۱۰ اس ارتقا یافتند که نسخه دوربردتر با برد بیش از ۳۰۰ کیلومتر را حمل می‌کردند و در اقدام بعدی در اواخر دهه ۱۹۶۰، تعدادی به توپولف ۱۶ کا۱۰–۲۶ ارتقا یافتند و توان حمل موشک فراصوت ضد کشتی ای اس ۶ با سرعت ۳٫۵ ماخ و برد ۷۰۰ کیلومتر را نیز پیدا کرد و همچنین می‌توانست موشک موشک هوابه‌سطح کروز ای اس ۵ را نیز حمل کنند .۲۱۶ فروند از این نمونه برای نیروی دریایی شوروی ساخته شد.
توپلوف ۱۶ کی اس ار -۲ نسخه ای دیگر از توپلوف۱۶ است که گاهی به آن لقب توپولف ۱۶-کا-۱۶ نیز می‌دهند. این نمونه به دلیل توان حمل موشک کروز کی اس ار-۲ (ای اس ۵ کلت) به این نام خوانده شد. این موشک با برد ۲۰۰ کیلومتر در نقش هوابه‌سطح و دارای قابلیت پرتاب تسلیحات متعارف و اتمی بود. شوروی ۲۰۵ فروند از این نمونه را تولید کرد ولی بعدها تعداد زیادی به نسخه توپولف ۱۶کی اس ار-۲ ای ارتقا یافتند که باجر جی نامیده شدند که دارای سامانه‌های جنگ الکترونیک مؤثرتری بود. تمامی انواع کی اس ار دارای یک رادار روبین ۱ کا در زیر بدنه بودند. در اواخر دهه ۱۹۶۰ این نسخه به موشک ای اس ۶ با سرعت ۳٫۵ ماخ و برد ۷۰۰ کیلومتر تجهیز شد و به آن نام توپولف ۱۶ کی اس ار -۲–۵ داده شد. در مجموع ۲۵۰ فروند از انواع توپولف ۱۶ کا و کا ار و کا اس ار به این مدل ارتقا یافتند.
نسخه توپولف ۱۶ ای باجر ای نسخه ضد زیردریایی برای پرتاب اژدر یا بمب‌های زیر آبی بود. این نسخه برای نیروی دریایی توسعه یافت و در واقع زمانی ساخته شد که دیگر فلسفه بمب‌افکن اژدرافکن دیگر منسوخ شده بود و البته توپولف ۱۶ تی نیز آخرین بمب‌افکن این چنین در ارتش شوروی بود .۷۶ فروند از این نسخه تا سال ۱۹۵۸ ساخته شد که توان حمل بمب تا ۹ تن مانند نسخه بمب‌افکن را داشتند یا می‌توانست تا ده اژدر یا ۱۲ بمب زیرآبی را حمل کنند. در دهه ۱۹۶۰ با ورود هواپیماهای ضد زیر دریایی جدید نقشش تغییر کرد و نقش گشت دریایی به آن داده شد. ۲۲ فروند از آن‌ها بعدها توان سوخت‌گیری هوایی یافتند.
توپلوف ۱۶ زد نسخه سوخت رسان توپلوف ۱۶ است. در واقع برد کم توپلوف ۱۶ باعث تجهیز آنها به لوله سوختگیری هوایی شدند و از این رو تعدادی از آنها برای ایفای نقش تانکر تغییر پیدا کردند. برای این کار هواپیما مجهز به یک شلنگ داخلی در سر بال سمت راست شدند که جمع شونده بود و یک مخزن سوخت را در درون دهلیز بمب خود حمل می‌کرد. اولین فروند این نمونه در سال ۱۹۵۷ ساخته شد. در مجموع ۱۱۴ فروند توپلوف ۱۶ زد ساخته شد که برخی نو ساز و برخی نسخه تغییر یافته توپلوف۱۶ باجر ای بودند. در مجموع ۵۷۱ فروند توپلوف ۱۶ نیز مجهز به لوله سوختگیری هوایی شدند
نسخه دیگر سوخت رسان توپلوف ۱۶ نسخه «ان» بود. توپلوف ۱۶ ان نسخه ای برای سوخت رسانیبه توپلوف۲۲ بلایندر بود که همانند نسخه زد دارای یک مخزن سوخت در دهلیز سوخت در درون بدنه بود ولی تفاوت ان این بود که لوله سوخت رسانی ای هوایی ان در زیر بدنه قرار داشت. دست کم ۲۰ فروند نسخه توپلوف ۱۶ ای به این مدل تغییر یافتند
یکی از نسخه‌های ویژه باجر توپلوف ۱۶ اس بود. این نسخه دارای یک محفظه برای حمل ۱۵ نفر در زیر بدنه بود که برای عملیات امداد و نجات در برد زیاد از ساحل برای کشتی‌های غرق شده به کار می‌رفت. در درون محفظه به غیر از ۱۵ نفر قایق نجات نیز بود. بمب افکن به محل مورد نظر می‌رسید، محفظه را رها می‌کرد، محفظه با سه چتر فرود می‌آمد و در نهایت روی اب قرار می‌گرفت و محفظه روی اب شناور می‌ماند و خدمه با یک قایق از محفظه بیرون می‌آمدند.
توپلوف ۱۶ ار باجر ایی /اف/کا و ال: توپلوف ۱۶ چندین نمونه شناسایی داشت اولین نسخه در سال ۱۹۵۷ ساخته شد که توپلوف ۱۶ ار باجر ایی بود. این نسخه دارای دوربین تصویر برداری ارتفاع بالا در زیر بدنه بود و از سامانه جمع‌آوری اس ار اس -۱ علائم الکترونیک برای جمع‌آوری علائم راداری دشمن بهره می‌برد. این نمونه دارای سامانه جنگ الکترونیکی اس پی اس -۱ بود و دارای یک رادار ار پی بی-۴ و ۶ در زیر بدنه بود. ۷۵ فروند از این نمونه تولید شد
توپلوف ۱۶ ار باجر اف نسخه بعدی است که دارای سامانه علائم الکترونیکی اس پی اس -۴ بود. در اواخر دهه ۱۹۷۰ برخی از انواع ار به نسخه ار ام ارتقا یافتند که با برداشتن دماغه شیشه ای مجهز به یک رادار روبین ۱ کا شدند و دارای برد ۲۰۰ کیلومتر بودند. این نمونه سامانه جمع‌آوری علائم الکترونیک اس پی اس -۴ استفاده می‌کرد.
نسخه ای با نام توپلوف ۱۶ ار ار نیز ساخته شد که برای جمع‌آوری اطلاعات هسته ای و جمع‌آوری علائم انفجار بمب اتم بعد از انفجار تغییر یافتند.
همچنین تعدادی از نسخه ار بعدها به نسخه ار ام۱ ارتقا یافتند. این مدل دارای رادار قدرتمند «ین ار» با برد ۴۸۰ کیلومتر بود تا بتوان کشتی دشمن را در برد بلند کشف کند و از سامانه جمع‌آوری امواج راداری اس ار اس ۱ام و اس ار اس ۴ بهره می‌برد. نسخه بعدی ار ام۲ بود که دارای یک مخزن سوخت در مخزن بمب درونی برای افزایش برد و یک رادار روبین در دماغه بود. از این رو ار ام ۲ به غیر از انجام عملیات عکس بردار و جمع‌آوری علائم الکترونیک توان ضد کشتی نیز پیدا کرد و می‌توانست در زیر بال خود موشک ضد کشتی ای اس ۲ را نیز حمل کند
نسخه دیگر با نام توپلوف ۱۶ ارسی توسعه یافت که دارای یک رادار در زیر بدنه بود. وظیفه این مدل به دست آوردن موقعیت کشتی دشمن و دادن موقعیت ان به زیر دریای‌ها یا ناوهای جنگی در منطقه برای شلیک موشک ضد کشتی دوربرد بدون اینکه خود با رادارشان هدف را کشف کنند بود.
همچنین توپلوف ۱۶ به صورت گسترده‌ای برای جنگ الکترونیک به کار رفت. نسخه ویژه جنگ الکترونیک توپلوف۱۶ اس پی اس باجر کا نامیده می‌شد. این نمونه به تجهیزات جنگ الکترونیک اس پی اس ۱ و ۲ تجهیز شده بود همچنین نسخه با نام توپلوف ۱۶ دی نیز وجود داشت که نسخه ویژه و پر توان تر جنگ الکترونیک بود و فاقد توپ بود و به جای ان سامانه جنگ الکترونیک Buket را حمل می‌کرد که دارای چهار آنتن روی خود بود. نسخه دیگری از انواع جنگ الکترونیک توپلوف 16 Yolka نام داشت که در واقع دارای تجهیزاتی همچون گیرنده هشدار دهنده راداری ای اس او ۱۶ بود. این نسخه به صورت غیرفعال وظیفه دریافت امواج راداری دشمن و تجزیه و تحلیل آنها را داشت
توپلوف ۱۶ برای چند دهه به عنوان بمب افکن اتمی راهبردی در شوروی در خدمت بود اگرچه ورود به خدمت توپلوف ۹۵ و ۲۲ ام تا حدی از نقش ان کاسته شد ولی به دلیل داشتن مدل‌های بسیار و استفاده در نقش‌های گوناگون بسیار محبوب بود. از جمله نسخه دریایی آن که برای مدتها در اقیانوس آرام ویا در اب‌های شمال اروپا دست به رهگیری و زیر نظر داشتن ناوگان ناتو می‌زد.
همچنین به دلیل داشتن توان حمل موشک کروز همواره در نیروی دریایی نقش ضد کشتی بسیار بزرگی را بازی می‌کرد ولی در نهایت از دهه ۱۹۷۰ به بعد با ورود دیگر بمب افکن‌های شوروی نقشش کم رنگ شد؛ ولی تنها مورد استفاده رزمی از این بمب افکن توسط ارتش شوروی به سال ۱۹۸۴ بر می‌گردد که دستکم ۱۰۰ بار دست به بمب باران مواضع مجاهدین از جمله نیروی‌های احمد شاه مسعود در دره پنج شیر با بمب‌های ۲۵۰ و ۵۰۰ کیلوگرمی زد.
در سال ۱۹۸۶ دوباره باجر به افغانستان برگشت در ان زمان مجاهدین در کوه‌ها در دل غارها در منطقه تورابورا دست به مخفی شدن زده بودند. شوروی برای نبودی این غارها متصل به بمب‌های ۹ تنی شد و با پرتاب ده‌ها عدد از آنها باعث خراب شدن دهانه قارها و زنده به گور شدن بسیاری از مجاهدین شد.

## کاربران
ولی باجر به دیگر کشورها نیز صادر شد. باجر توسط مصرف اندونزی و عراق هم به خدمت گرفت شدند.
اندونزی ۲۶ فروند توپلوف ۱۶ کا اس را دریافت کرد که به صورت محدود از آنها در درگیری با نیروی‌های هلندی در سال ۱۹۶۱ استفاده کرد. باجرها تا میانه دهه ۱۹۷۰ در خدمت بودند
مصر دیگر مشتری باجر بود. مصر ۳۰ فروند باجر از انواع کی اس، تی و کی اس ار -۲ را در خدمت داشت و حتی آنها را مجهز به موشک کروز ای اس ۵ کلت کرد. در جریان جنگ سال ۱۹۷۳ دست ۲۵ موشک کلت به طرف مواضع اسرائیل شلیک کرد که ۲۰ موشک به اهداف خود برخورد کردند مصر نسخه ضد رادار این موشک را در خدمت داشت چندین بار با موفقیت رادارهای اسرائیلی را با این موشک هدف قرار داد اگرچه ۵موشک از ۲۵ موشک نیز توسط اسرائیل سرنگون شد که دو فروند آنها قربانی اف۴ فانتوم شد و همچنین چندین بار در بمب باران شبانه مواضع اسرائیلها را در سینا بمب باران کردند. مصر بعد از سال ۱۹۷۷ از چین برای سرپا نگهداشتن باجرهای خود کمک گرفت و تا سال ۲۰۰۰ آنها را در خدمت داشت
عراق ۸ فروند توپلوف ۱۶ تحویل گرفت. در جریان جنگ سال ۱۹۶۷ باجرهای عراقی چندین بار خاک اسرائیل را بمب باران کردند اگرچه در همین جنگ اسرائیل با یک حمله غافلگیرانه تعدادی از باجرهای مصری را روی زمین نابود کرد. همچنین عراق از باجر در بمب باران مواضع نیروی‌های ایرانی و شهرهای ایران طی جنگ ایران و عراق بهره برد. عراق دارای نسخه چینی این بمب افکن یعنی اچ-۶ نیز بود و آنها را مجهز به موشک ضد کشتی کرم ابریشم کرد و برای نابودی نفتکشهای ایرانی استفاده کرد
چین نیز باجر را با نام اچ۶ تولید کرد.
در مجموع ۱۵۰۹ فروند از این بمب افکن ساخته شد که در سال ۱۹۹۲ از خدمت ارتش روسیه خارج شد. ارتش شوروی در اواج حضور این بمب افکن در دهه ۱۹۷۰، ۱۱۰۰ فروند از این بمب افکن را در خدمت داشت.

## ویژگی‌ها
ویژگی‌های عمومی
- خدمه: ۶–۷
- طول: ۳۴٫۸۰ متر (۱۱۴ فوت ۲ اینچ)
- پهنای بال: ۳۳٫۰۰ متر (۱۰۸ فوت ۳ اینچ)
- ارتفاع: ۱۰٫۳۶ متر (۳۴ فوت ۰ اینچ)
- مساحت بال‌ها: ۱۶۵ متر مربع (۱٬۷۸۰ فوت مربع)
- وزن خالی: ۳۷٬۲۰۰ کیلوگرم (۸۲٬۰۱۲ پوند)
- وزن ناخالص: ۷۶٬۰۰۰ کیلوگرم (۱۶۷٬۵۵۱ پوند)
- بیشترین وزن برخاست: ۷۹٬۰۰۰ کیلوگرم (۱۷۴٬۱۶۵ پوند)
- پیشرانه: ۲ عدد توربوجت Mikulin AM-3 M-500, ۹۳٫۲ کیلونیوتن (۲۱٬۰۰۰ پوند-نیرو) thrust  در هر موتور

عملکرد
- حداکثر سرعت: ۱٬۰۵۰ کیلومتر بر ساعت (۶۵۰ مایل بر ساعت، ۵۷۰ گره)
- بُرد: ۷٬۲۰۰ کیلومتر (۴٬۵۰۰ مایل، ۳٬۹۰۰ مایل دریایی)
- حداکثر ارتفاع: ۱۲٬۸۰۰ متر (۴۲٬۰۰۰ فوت)
- بارگیری بال: ۴۶۰ کیلوگرم بر متر مربع (۹۴ پوند بر فوت مربع)
- نیرو/وزن: ۰/۲۴